# Primera División Provincial Aficionados de Castilla y León
La Primera División Provincial es la séptima categoría de fútbol en Castilla y León. Está compuesta por 9 grupos. Cada grupo está compuesto por un número de equipos variable, según la provincia. Al finalizar la temporada ascienden a Primera División Regional Aficionados el primero de cada grupo, aunque puede haber renuncias. Hay provincias en las que no disponen de Segunda División Provincial Aficionados, por lo que no habría descensos en esos casos. En las provincias que tienen esa categoría, descienden los equipos que la delegación provincial correspondiente estime oportuno, prefijado antes del inicio de temporada y que también depende de las renuncias que haya en esta y en otras categorías.

## Palmarés
Los equipos en negrita obtuvieron el ascenso a Primera División Regional.

### Primera división provincial de Ávila[1]
| Temporada | Campeón de Liga        | Subcampeón de Liga     | Tercer clasificado      |
| --------- | ---------------------- | ---------------------- | ----------------------- |
| 1998-99   | Real Ávila Promesas    | CD Cebrereña           | Arévalo CF              |
| 1999-2000 | FC El Hoyo de Pinares  | CD La Adrada           | FC Navaluenga           |
| 2000-01   | Bosco de Arévalo CF    | FC Navaluenga          | Arévalo CF              |
| 2001-02   | FC El Hoyo de Pinares  | CF El Tiemblo          | CD La Adrada            |
| 2002-03   | CF El Tiemblo          | CD Sotillo             | Sporting Lanzahíta CF   |
| 2003-04   | CD Sotillo             | Atlético Candeleda     | Deportivo Arenas CF "B" |
| 2004-05   | Deportivo Arenas CF    | Bosco de Arévalo CF    | Sporting Lanzahíta CF   |
| 2005-06   | Deportivo Arenas CF    | Casavieja CF           | CF El Tiemblo           |
| 2006-07   | Atlético Candeleda     | Bosco de Arévalo CF    | CD Sotillo              |
| 2007-08   | Real Ávila "B"         | Casavieja CF           | Bosco de Arévalo CF     |
| 2008-09   | Deportivo Arenas CF    | CF El Tiemblo          | Deportivo Arenal        |
| 2009-10   | CD Milan Academy       | Atlético Candeleda     | Deportivo Arenal        |
| 2010-11   | FC El Hoyo de Pinares  | CF Burgohondo          | Deportivo Arenal        |
| 2011-12   | CD Sotillo             | CF El Tiemblo          | FC El Hoyo de Pinares   |
| 2012-13   | CF El Tiemblo          | AD Mombeltrán          | Deportivo Arenal        |
| 2013-14   | AD Mombeltrán          | Deportivo Arenas CF    | Deportivo Arenal        |
| 2014-15   | AD Mombeltrán          | CD Colegios Diocesanos | Sporting Lanzahíta CF   |
| 2015-16   | CD Colegios Diocesanos | Sporting Lanzahíta CF  | Deportivo Arenas CF     |
| 2016-17   | Deportivo Arenas CF    | CF El Tiemblo          | Sporting Lanzahíta CF   |
| 2017-18   | CF El Tiemblo          | Bosco de Arévalo CF    | CF Burgohondo           |
| 2018-19   | Atlético Candeleda     | Sporting Lanzahíta CF  | Deportivo Arenas CF     |
| 2019-20   | Bosco de Arévalo CF    | CD Sotillo             | Sporting Lanzahíta CF   |
| 2020-21   | No se disputó          | No se disputó          | No se disputó           |
| 2021-22   | CD Las Navas           | Deportivo Arenas CF    | UD Ramacastañas         |
| 2022-23   | Deportivo Arenas CF    | CD Rayo Abulense       | Atlético Barraco CF     |
| 2023-24   | CD Rayo Abulense       | CD Las Navas           | Atlético Candeleda      |
| 2024-25   | CyD Cebrereña "B"      | Atlético Candeleda     | FC El Hoyo de Pinares   |

Competición actual: temporada 2023-2024 Fútbol Regional (Ávila)

### Primera división provincial de Burgos[1]
| Temporada | Campeón de Liga                  | Subcampeón de Liga               | Tercer clasificado               | Otros ascendidos |
| --------- | -------------------------------- | -------------------------------- | -------------------------------- | ---------------- |
| 1998-99   | CF Briviesca                     | CD Gamonal                       | CD San Cristóbal Castilla        | CD Raudense      |
| 1999-2000 | FC Santa Catalina                | Cerezo CF                        | CD San Cristóbal Castilla        |                  |
| 2000-01   | CD San Cristóbal Castilla        | Villarcayo Nela CF               | CD Peña Antonio José             |                  |
| 2001-02   | CD Peña Antonio José             | CD Burgos Promesas 2000          | Villarcayo Nela CF               |                  |
| 2002-03   | CD Aranda CF de Veteranos        | CD Burgos Promesas 2000          | Polideportivo Salas              |                  |
| 2003-04   | CD Burgos Promesas 2000          | Burgos CF "B"                    | Villarcayo Nela CF               |                  |
| 2004-05   | Polideportivo Salas              | UD Trespaderne                   | CD Raudense                      |                  |
| 2005-06   | CD San Cristóbal Castilla        | CD Raudense                      | Alcázar CD                       |                  |
| 2006-07   | Vadillos CF                      | CD Belorado                      | Polideportivo Salas              |                  |
| 2007-08   | Polideportivo Salas              | CD San Cristóbal Castilla        | CF Briviesca                     |                  |
| 2008-09   | CD Unión Río Vena                | CD Estructuras Tino              | CD Universidad de Burgos         |                  |
| 2009-10   | CD Estructuras Tino              | CD Antonio José                  | CD Mirandés "B"                  |                  |
| 2010-11   | CF Briviesca                     | CD Mirandés "B"                  | CD Juventud del Círculo Católico |                  |
| 2011-12   | CD Juventud del Círculo Católico | CD Raudense                      | CD Quintanar                     |                  |
| 2012-13   | Burgos CF "B"                    | Real Burgos CF                   | Capiscol CF                      |                  |
| 2013-14   | Arandina CF "B"                  | CD Universidad de Burgos         | Alcázar CD                       |                  |
| 2014-15   | Villarcayo Nela CF               | CD Groggy's Gamonal              | Alcázar CD                       |                  |
| 2015-16   | CD Groggy's Gamonal              | CD Universidad de Burgos         | CD Raudense                      |                  |
| 2016-17   | CD Raudense                      | CD Burgos Promesas 2000 "B"      | Alcázar CD                       |                  |
| 2017-18   | Arandina CF "B"                  | CD Burgos Promesas 2000 "B"      | CD Internacional Vista Alegre    |                  |
| 2018-19   | CD Internacional Vista Alegre    | Polideportivo Salas              | CD Raudense                      |                  |
| 2019-20   | Polideportivo Salas              | CD Bupolsa "B"                   | CD Burgos Promesas 2000 "B"      |                  |
| 2020-21   | No se disputó                    | No se disputó                    | No se disputó                    | No se disputó    |
| 2021-22   | CD Internacional Vista Alegre    | CD Belorado                      | CD Juventud del Círculo Católico |                  |
| 2022-23   | CD Belorado                      | Burgos International Football    | CD Burgalés                      |                  |
| 2023-24   | Burgos International Football    | CD Juventud del Círculo Católico | Capiscol CF                      |                  |
| 2024-25   | CD Belorado                      | Capiscol CF                      | CD Groggy's Gamonal              |                  |

Competición actual: temporada 2023-2024 Fútbol Regional (Burgos)

### Primera división provincial de León[1]
| Temporada | Campeón de Liga                 | Subcampeón de Liga              | Tercer clasificado              | Otros ascendidos |
| --------- | ------------------------------- | ------------------------------- | ------------------------------- | ---------------- |
| 1998-99   | CD Ejido                        | SD Fabero                       | CD Villabalter                  |                  |
| 1999-2000 | CF Promesas Ponferrada          | CD Onzonilla                    | CD Atlético Paramés             |                  |
| 2000-01   | SD Fabero                       | CD Huracán Z                    | CD Atlético Paramés             |                  |
| 2001-02   | CD Huracán Z                    | CD Arenas de Vega de Espinareda | CD Ejido                        |                  |
| 2002-03   | CD Arenas de Vega de Espinareda | CD Atlético Paramés             | Coyanza CF                      |                  |
| 2003-04   | CD Arenas de Vega de Espinareda | SD Fabero                       | Coyanza CF                      |                  |
| 2004-05   | CD Arenas de Vega de Espinareda | CD Cerecedo                     | SD Laciana                      |                  |
| 2005-06   | Atlético San Francisco          | Veguellina CF                   | CD Toralense                    |                  |
| 2006-07   | CD Laciana                      | CD Flores del Sil               | UD Cacabelense                  |                  |
| 2007-08   | CD La Virgen del Camino         | CD Flores del Sil               | CD Villabalter                  |                  |
| 2008-09   | CD Arenas de Vega de Espinareda | CD Dehesas                      | Atlético San Francisco          |                  |
| 2009-10   | CD Flores del Sil               | SD Hullera Vasco-Leonesa        | Atlético San Francisco          |                  |
| 2010-11   | SD Hullera Vasco-Leonesa        | CD Onzonilla                    | Veguellina CF                   |                  |
| 2011-12   | CD Onzonilla                    | CD Villabalter                  | CD Laciana                      |                  |
| 2012-13   | CD Ejido                        | CD Arenas de Vega de Espinareda | CD Dehesas                      |                  |
| 2013-14   | Veguellina CF                   | CD Flores del Sil               | CD Arenas de Vega de Espinareda |                  |
| 2014-15   | CD Laciana                      | CD La Virgen del Camino "B"     | Atlético San Francisco          |                  |
| 2015-16   | CyDL "B" Júpiter Leonés         | SD Ponferradina "B"             | CD Fabero                       |                  |
| 2016-17   | SD Ponferradina "B"             | Atlético San Francisco          | CD Toralense                    |                  |
| 2017-18   | CD Toralense                    | CD Toreno                       | CD La Virgen del Camino "B"     |                  |
| 2018-19   | CD Fabero                       | CD Atlético Mansillés           | CD La Virgen del Camino "B"     |                  |
| 2019-20   | CD Atlético Mansillés           | CD Bosco                        | Veguellina CF                   |                  |
| 2020-21   | No se disputó                   | No se disputó                   | No se disputó                   | No se disputó    |
| 2021-22   | CD Onzonilla                    | CD Toreno                       | CD Naraya de Halterofilia       |                  |
| 2022-23   | CD Toreno                       | CD Laciana                      | CD La Bañeza                    | Veguellina CF    |
| 2023-24   | CD Toreno                       | CD Sariegos                     | CD Arenas de Vega de Espinareda |                  |
| 2024-25   | CDF Cubillos                    | CD Toreno                       | Veguellina CF                   |                  |

Competición actual: temporada 2023-2024 Fútbol Regional (León)

### Primera división provincial de Palencia[1]
| Temporada | Campeón de Liga                 | Subcampeón de Liga         | Tercer clasificado   |
| --------- | ------------------------------- | -------------------------- | -------------------- |
| 1998-99   | CD Villamuriel                  | CD Paredes                 | UD Alar              |
| 1999-2000 | CD Paredes                      | CD Cervera de Pisuerga     | UD Alar              |
| 2000-01   | UD Alar                         | CD Villamuriel             | CD Saldaña           |
| 2001-02   | AD Villada                      | CD Paredes                 | CD Monzón            |
| 2002-03   | CF Cristo Atlético              | CD Paredes                 | CD Monzón            |
| 2003-04   | AD Castilla Dueñas              | CD Paredes                 | CD Villamuriel       |
| 2004-05   | AD Villada                      | CD Astudillo               | CD Villamuriel       |
| 2005-06   | CD Villamuriel                  | CD Guardo                  | CD Astudillo         |
| 2006-07   | CD Venta de Baños               | CD Barruelo                | CD Astudillo         |
| 2007-08   | CD Barruelo                     | CD Astudillo               | AD Castilla Dueñas   |
| 2008-09   | CD Velilla                      | CD Villada                 | CD Astudillo         |
| 2009-10   | CD Astudillo                    | CD Villarramiel            | CD Saldaña           |
| 2010-11   | CD Castilla Palencia            | CD Frómista                | CD Villarramiel      |
| 2011-12   | CD Castilla Palencia            | CD Palencia Balompié       | CD Villada           |
| 2012-13   | CD Aguilar                      | CD Castilla Palencia"B"    | CD Monzón            |
| 2013-14   | CF Venta de Baños               | CD Castilla Palencia       | CD Monzón            |
| 2014-15   | CD Cervera                      | CDR Atlético Palencia 1929 | AD Castilla Dueñas   |
| 2015-16   | CD Cervera                      | UD Alar                    | CD Castilla Palencia |
| 2016-17   | CD Cervera                      | CDF Carejas Paredes        | CD Astudillo         |
| 2017-18   | CD Monzón                       | CD Cervera                 | CF Venta de Baños    |
| 2018-19   | CDF Carejas Paredes             | CD Atlético Aguilar        | CF Baltanás          |
| 2019-20   | CD Palencia Cristo Atlético "B" | CD Monzón                  | CD Cervera           |
| 2020-21   | No se disputó                   | No se disputó              | No se disputó        |
| 2021-22   | CD Cervera                      | Unión Popular Palencia     | CDF Carejas Paredes  |
| 2022-23   | CDF Carejas Paredes             | CDF San Antonio            | CD Cervera           |
| 2023-24   | CD Astudillo                    | CD Villada                 | CD Cervera           |
| 2024-25   | CD Monzón                       | CDF Carejas Paredes        | CF Venta de Baños    |

Competición actual: temporada 2023-2024 Fútbol Regional (Palencia)

### Primera división provincial de Salamanca[1]
| Temporada | Campeón de Liga                | Subcampeón de Liga               | Tercer clasificado              |
| --------- | ------------------------------ | -------------------------------- | ------------------------------- |
| 1998-99   | CD Jai Alai                    | AD Ledesma                       | Real Monterrey CF               |
| 1999-2000 | CD Guijuelo                    | Real Monterrey CF                | AD Peñaranda de Bracamonte      |
| 2000-01   | AD Ledesma                     | Atlético CF El Encinar           | Real Monterrey CF               |
| 2001-02   | AD Peñaranda de Bracamonte     | CD Trinitarios                   | Real Monterrey CF               |
| 2002-03   | ADEA Puente Ladrillo           | Real Monterrey CF                | CD Albense                      |
| 2003-04   | Real Monterrey CF              | CD Monterrubio                   | CF Pizarrales                   |
| 2004-05   | CD Guijuelo "B"                | ADEA Puente Ladrillo             | CD Trinitarios                  |
| 2005-06   | CD Monterrubio                 | CF Pizarrales                    | CD Carbajosa de la Sagrada      |
| 2006-07   | Ciudad Rodrigo CF "B"          | CD Izcala                        | CD Artesano                     |
| 2007-08   | CD Villamayor                  | CDF Vitigudino                   | CD Navega                       |
| 2008-09   | CD Carbajosa de la Sagrada     | CDF Vitigudino                   | CD Artesano                     |
| 2009-10   | CD Navega                      | CD Peñaranda                     | Real Salamanca Monterrey CF     |
| 2010-11   | Real Salamanca Monterrey CF    | CD Peñaranda                     | CD Artesano                     |
| 2011-12   | Ciudad Rodrigo CF              | CD Artesano                      | CD Alba de Tormes CF            |
| 2012-13   | CD Guijuelo "B"                | CD Ledesma                       | CD Alba de Tormes CF            |
| 2013-14   | Ciudad Rodrigo CF              | Real Salamanca Monterrey CF      | CD Camelot                      |
| 2014-15   | Unionistas de Salamanca CF     | CDF Helmántico                   | CD Hergar Camelot Helmántica    |
| 2015-16   | CF Salmantino                  | CD Hergar Camelot Helmántica     | CDF Helmántico                  |
| 2016-17   | CD Hergar Camelot Helmántica   | CF Salmantino "B"                | Real Salamanca Monterrey CF     |
| 2017-18   | CD Ribert                      | CF Salmantino UDS "B"            | CDF Helmántico                  |
| 2018-19   | CD Navega                      | CD Hergar Camelot Helmántica "B" | Real Salamanca Monterrey CF     |
| 2019-20   | Real Salamanca Monterrey CF    | CD Ribert "B"                    | CD Guijuelo "B"                 |
| 2020-21   | No se disputó                  | No se disputó                    | No se disputó                   |
| 2021-22   | Unionistas de Salamanca CF "B" | CD Navega                        | Real Salamanca Monterrey CF "B" |
| 2022-23   | CD Béjar Industrial            | CD Carbajosa de la Sagrada       | Real Salamanca Monterrey CF     |
| 2023-24   | CD Peñaranda                   | Real Salamanca Monterrey CF      | CDF Helmántico                  |
| 2024-25   | CDF Helmántico                 | CD Villares de la Reina          | CD Villamayor                   |

Competición actual: temporada 2023-2024 Fútbol Regional (Salamanca)

### Primera división provincial de Segovia[1]
| Temporada | Campeón de Liga              | Subcampeón de Liga          | Tercer clasificado           |
| --------- | ---------------------------- | --------------------------- | ---------------------------- |
| 1998-99   | UD El Espinar-San Rafael "B" | SD Gimnástica Segoviana "B" | CD Cantalejo                 |
| 1999-2000 | CD El Espinar                | CP Carbonero el Mayor       | CD Navas de Oro              |
| 2000-01   | CD Navas de Oro              | CP Monteresma La Atalaya    | CP Carbonero el Mayor        |
| 2001-02   | Segovia CF                   | CD Cantalejo                | CP Cabezuela                 |
| 2002-03   | CD Coca                      | UD El Espinar-San Rafael    | CD Sanchonuño                |
| 2003-04   | UD El Espinar-San Rafael     | CD Coca                     | CP Monteresma La Atalaya "B" |
| 2004-05   | SD Gimnástica Segoviana "B"  | CD Pinillos                 | CP Monteresma La Atalaya     |
| 2005-06   | Unami CP                     | Turégano CF                 | CD Prádena                   |
| 2006-07   | CD Cantalejo                 | CD Prádena                  | CD La Granja "B"             |
| 2007-08   | CD Cuéllar Balompié          | Turégano CF                 | CD Coca                      |
| 2008-09   | Turégano CF                  | CD Cantalejo                | CD Coca                      |
| 2009-10   | CD Cantalejo                 | Turégano CF                 | Gimnástica Segoviana "B" CF  |
| 2010-11   | CD Sporting Riazano          | Turégano CF                 | CD Coca                      |
| 2011-12   | CD Cantalejo                 | CD Prádena                  | CD Carbonero el Mayor        |
| 2012-13   | Turégano CF                  | CD Cantalejo                | CP Monteresma La Atalaya     |
| 2013-14   | CP Monteresma La Atalaya     | CD Cantalejo                | UD El Espinar-San Rafael     |
| 2014-15   | UD El Espinar-San Rafael     | CP Monteresma La Atalaya    | Sporting Nava de la Asunción |
| 2015-16   | CP Monteresma La Atalaya     | CD Arcángel                 | CD Cantalejo                 |
| 2016-17   | CD Quintanar-Palacio         | CD Arcángel                 | CD Cantalejo                 |
| 2017-18   | Turégano CF                  | CD Cuéllar Balompié         | CP Monteresma La Atalaya     |
| 2018-19   | Turégano CF                  | CP Monteresma La Atalaya    | CD Cantimpalos               |
| 2019-20   | CP Monteresma La Atalaya     | UD Villacastín Racing       | UD El Espinar-San Rafael     |
| 2020-21   | No se disputó                | No se disputó               | No se disputó                |
| 2021-22   | CD Cuéllar Balompié          | CD Coca                     | UD El Espinar-San Rafael     |
| 2022-23   | CP Monteresma La Atalaya     | Real Sitio CF               | UD Villacastín Racing        |
| 2023-24   | CD Coca                      | CD Cantimpalos              | CP Monteresma La Atalaya     |
| 2024-25   | Real Sitio CF                | UD El Espinar-San Rafael    | CP Monteresma La Atalaya     |

Competición actual: temporada 2023-2024 Fútbol Regional (Segovia)

### Primera división provincial de Soria[1]
| Temporada | Campeón de Liga           | Subcampeón de Liga       | Tercer clasificado       |
| --------- | ------------------------- | ------------------------ | ------------------------ |
| 1998-99   | SD Visontium              | SD Quintana              | SD Valeránica            |
| 1999-2000 | SD Visontium              | AD San Esteban de Gormaz | CF Piqueras              |
| 2000-01   | AD San Esteban de Gormaz  | SD Covaleda              | CD Arcóbriga             |
| 2001-02   | Norma San Leonardo CF "B" | CD Arcóbriga             | SD Valeránica            |
| 2002-03   | AD San Esteban de Gormaz  | CD Arcóbriga             | CD San José              |
| 2003-04   | CF Piqueras               | CD Arcóbriga             | SD Valeránica            |
| 2004-05   | Arcos CF                  | CF Piqueras              | SD Valeránica            |
| 2005-06   | SD Navaleno               | CD Langa                 | CF Piqueras              |
| 2006-07   | Arcos CF                  | AD San Esteban de Gormaz | CD Langa                 |
| 2007-08   | CF Piqueras               | CD Navaleno              | SD Valeránica            |
| 2008-09   | CD San José               | AD San Esteban de Gormaz | Abejar CF                |
| 2009-10   | SD Tardelcuende           | Arcos CF                 | AD San Esteban de Gormaz |
| 2010-11   | Abejar CF                 | AD San Esteban de Gormaz | SD Tardelcuende          |
| 2011-12   | Arcos CF                  | Norma San Leonardo CF    | CD Navaleno              |
| 2012-13   | Arcos CF                  | CD San José              | CD Navaleno              |
| 2013-14   | CD San José               | CD Calasanz              | CD Covaleda              |
| 2014-15   | Arcos CF                  | CD Tardelcuende          | CD San Esteban de Gormaz |
| 2015-16   | Abejar CF                 | Norma San Leonardo CF    | CD Cantalejo             |
| 2016-17   | CD Tardelcuende           | Abejar CF                | SD Sampedrana            |
| 2017-18   | CD Calasanz               | SD Valeránica            | CD San José "B"          |
| 2018-19   | CF Piqueras               | CD San Esteban de Gormaz | SD Sampedrana            |
| 2019-20   | Abejar CF                 | SD Sampedrana            | CD Langa                 |
| 2020-21   | No se disputó             | No se disputó            | No se disputó            |
| 2021-22   | Abejar CF                 | CD San Esteban de Gormaz | CD Numancia "C"          |
| 2022-23   | CD Langa                  | CD Tardelcuende          | SD Valeránica            |
| 2023-24   | CD Langa                  | CD Golmayo-Camaretas     | CD Tardelcuende          |
| 2024-25   | CD Golmayo-Camaretas      | CD Calasanz "B"          | SD Valeránica            |

Competición actual: temporada 2023-2024 Fútbol Regional (Soria)

### Primera división provincial de Valladolid[1]
| Temporada | Campeón de Liga              | Subcampeón de Liga           | Tercer clasificado          |
| --------- | ---------------------------- | ---------------------------- | --------------------------- |
| 1998-99   | CD Íscar Industrial          | CD Tudela                    | Atlético Peñafiel           |
| 1999-2000 | CD Universitario             | CD Laguna "B"                | Atlético Peñafiel           |
| 2000-01   | AD Victoria                  | Ronda Oeste CF               | AD Mojados                  |
| 2001-02   | AD Mojados                   | Ronda Oeste CF               | CD Navarrés                 |
| 2002-03   | Ronda Oeste CF               | SD Rondilla                  | CD Rioseco                  |
| 2003-04   | CD Rioseco                   | AD Mojados                   | Juventud Castilla           |
| 2004-05   | AD San Pío X                 | CD La Seca                   | CF Viana de Cega            |
| 2005-06   | CD Juventud Rondilla         | CD La Seca                   | UD Santovenia               |
| 2006-07   | CD La Seca                   | CF Viana de Cega             | UD Santovenia               |
| 2007-08   | CD Santovenia                | CD Navarrés                  | CD San Pío X                |
| 2008-09   | CD Navarrés                  | CD Tudela                    | Victoria CF                 |
| 2009-10   | Victoria CF                  | Betis CF                     | CD Tudela                   |
| 2010-11   | CD Mojados                   | CD San Pío X                 | CD Villa de Simancas        |
| 2011-12   | CD Villa de Simancas         | CD San Pío X                 | UD Belén                    |
| 2012-13   | Betis CF                     | UD Belén                     | UD Sur                      |
| 2013-14   | CD Arroyo Pisuerga           | CD San Agustín               | Victoria CF                 |
| 2014-15   | CD Laguna                    | UD Sur                       | CD Los Gatos de Íscar       |
| 2015-16   | CD Universidad de Valladolid | CD San Agustín               | CD La Pedraja               |
| 2016-17   | La Cistérniga CF             | Gimnástica Medinense         | CD Rioseco                  |
| 2017-18   | CD San Agustín               | CD Navarrés                  | Gimnástica Medinense        |
| 2018-19   | CD Laguna                    | CD La Pedraja                | SD Atlético Tordesillas "B" |
| 2019-20   | CD San Agustín               | Gimnástica Medinense         | CD La Pedraja               |
| 2020-21   | No se disputó                | No se disputó                | No se disputó               |
| 2021-22   | CD La Pedraja                | CD Rioseco                   | Gimnástica Medinense        |
| 2022-23   | Gimnástica Medinense         | CD Universidad de Valladolid | Betis CF "B"                |
| 2023-24   | CD Villa de Simancas         | UD Sur                       | Victoria CF                 |
| 2024-25   | Victoria CF                  | UD Sur                       | Racing Valdestillas         |

Competición actual: temporada 2023-2024 Fútbol Regional (Valladolid)

### Primera división provincial de Zamora[1]
| Temporada | Campeón de Liga              | Subcampeón de Liga           | Tercer clasificado           |
| --------- | ---------------------------- | ---------------------------- | ---------------------------- |
| 1998-99   | Zamora CF "B"                | UD Toresana                  | CDC Los Cascajos             |
| 1999-2000 | CD San José Obrero           | UD Toresana                  | CDC Los Cascajos             |
| 2000-01   | CD Fuentespreadas            | UD Toresana                  | Zamora CD                    |
| 2001-02   | UD Toresana                  | CD Morales del Vino Atlético | Universitario Zamora         |
| 2002-03   | RCD Villaralbo               | CD Fuentespreadas            | Zamora CF "B"                |
| 2003-04   | CD Morales del Vino Atlético | CD Fuentespreadas            | Atlético Zamora              |
| 2004-05   | CD Corrales                  | Atlético Zamora              | CD Fuentespreadas            |
| 2005-06   | Moraleja CF                  | RCD Villaralbo "B"           | Atlético Zamora              |
| 2006-07   | Zamora CF "B"                | CD Fuentespreadas            | CD Pinilla                   |
| 2007-08   | CD Pinilla                   | CD Coreses                   | CD Villamor de los Escuderos |
| 2008-09   | CD Coreses                   | CD Morales del Vino Atlético | CD San Cristóbal             |
| 2009-10   | Santa Croya CF               | CD Villamor de los Escuderos | Fresno de la Ribera CF       |
| 2010-11   | GCE Villaralbo "B"           | Fresno de la Ribera CF       | CD Morales del Vino Atlético |
| 2011-12   | CD Morales del Vino Atlético | Fresno de la Ribera CF       | Santa Croya CF               |
| 2012-13   | CD Benavente                 | Racing C Benavente           | Fresno de la Ribera CF       |
| 2013-14   | Racing C Benavente           | Fresno de la Ribera CF       | CD Bovedana                  |
| 2014-15   | Fresno de la Ribera CF       | CD Morales del Vino Atlético | Santa Croya CF               |
| 2015-16   | CD Benavente                 | CD Coreses                   | GCE Villaralbo "B"           |
| 2016-17   | UD Toresana                  | Racing C Benavente           | CD Bovedana                  |
| 2017-18   | CD Benavente                 | CD Bovedana                  | Fresno de la Ribera CF       |
| 2018-19   | CD Bovedana                  | Fresno de la Ribera CF       | UD Toresana                  |
| 2019-20   | CD Coreses                   | Fresno de la Ribera CF       | CD Villaralbo "B"            |
| 2020-21   | No se disputó                | No se disputó                | No se disputó                |
| 2021-22   | CD Coreses                   | Zamora CF "B"                | CD Villaralbo "B"            |
| 2022-23   | CD Bovedana                  | CD Villalpando               | Moraleja CF                  |
| 2023-24   | Moraleja CF                  | CD Noname                    | Racing C Benavente           |
| 2024-25   | CD Noname                    | CD Villaralbo "B"            | Racing C Benavente           |

Competición actual: temporada 2023-2024 Fútbol Regional (Zamora)